# Dormansland
Dormansland – wieś w Anglii, w hrabstwie Surrey, w dystrykcie Tandridge. Leży 40 km na południe od centrum Londynu. Miejscowość liczy 1931 mieszkańców.